# Họ Cá chình họng xẻ
Họ Cá chình họng xẻ (tên tiếng Anh: cutthroat eels) hay họ Cá chình mang liền (tên khoa học: Synaphobranchidae) là một họ cá chình được tìm thấy được tìm thấy ở vùng biển ôn đới và nhiệt đới tại Đại Tây Dương, Ấn Độ Dương và Thái Bình Dương.
Tên gọi khoa học của họ này bắt nguồn từ tiếng Hy Lạp synaphe, -es (liên hợp, hợp nhất, nối liền) và brangchia (mang cá).
Các loài cá trong họ này có chiều dài trong khoảng 23 đến 160 cm (9,1 đến 63,0 in). Chúng là cá ăn đáy, tìm thấy trong các vùng nước sâu tới khoảng 3.700 m (12.100 ft). Chúng được phân biệt bởi có mắt lồi (mắt hình ống với thủy tinh thể hình cầu nằm trên đỉnh) khi ở dạng ấu trùng, trong khi ấu trùng của các họ cá chình khác có hệ thống thị giác với võng mạc chủ yếu là tế bào hình que.
Trong một số hệ thống phân loại (chẳng hạn như ITIS trước đây) thì họ này được phân chia nhỏ, với Simenchelys trong họ của chính nó là Simenchelyidae.

## Đặc trưng chẩn đoán
Là nhóm cá chình kích thước nhỏ tới trung bình, với các loài lớn nhất có thể dài tới 1,8 m, nhưng phần lớn dài không quá 1 m. Thân mập tới thuôn dài, hậu môn thường nằm trước đoạn giữa thân khá nhiều. Đầu tùy biến. Mắt từ khá phát triển tới suy giảm. Mõm có thể ngắn và tù hoặc hơi thuôn dài. Miệng thường to, khóe miệng thường kéo dài quá mép sau của mắt; môi thường không có mép nhiều thịt; hai hàm gần như cân đối, đôi khi mõm ngắn hơn hàm sau hoặc ngược lại. Lỗ mũi trước hình ống, gần đỉnh mõm; lỗ mũi sau trên mặt bên của mõm, ở tại mức giữa mắt hoặc thấp hơn.
Răng thường nhỏ và hình nón, xếp thành 1 tới vài hàng trên 2 hàm và trên xương lá mía; một số loài có các răng kép phình to trên xương lá mía, nhưng không có các răng nanh lớn. Các lỗ mang nằm thấp trên thân, phía dưới vây ngực (nếu có); đôi khi các lỗ mang của 2 bên hợp lại thành một khe nứt ở mặt bụng hoặc gần hợp lại trông như vết dao cắt ở cổ, và đây chính là đặc điểm để gọi chúng là cá chình họng xẻ hay cá chình mang liền. Vây lưng và vây hậu môn khá phát triển, hợp lại với vây đuôi. Có hoặc không có vây ngực.
Có hoặc không có vảy. Đường bên tùy biến, thường đầy đủ nhưng đôi khi suy giảm xuống chỉ còn vài lỗ ở phần trước hoặc đôi khi không còn. Màu sắc: nâu nhạt hay xám, đôi khi có sắc thái đối lập giữa mặt lưng và mặt bụng. Không có các vết màu khác biệt.

## Phân loại
Hiện tại, 40 loài trong 12 chi chia ra làm 3 phân họ được công nhận.
- Họ Synaphobranchidae: 3 phân họ, 12 chi, 40 loài.
  - Phân họ Ilyophinae: 7chi, 27 loài.
    - Atractodenchelys: 2 loài.
    - Dysomma: 13 loài.
    - Dysommina: 2 loài.
    - Ilyophis: 6 loài.
    - Linkenchelys: 1 loài (Linkenchelys multipora).
    - Meadia: 2 loài.
    - Thermobiotes: 1 loài (Thermobiotes mytilogeiton).

  - Phân họ Simenchelyinae: 1 chi, 1 loài.
    - Simenchelys: 1 loài (Simenchelys parasitica).

  - Phân họ Synaphobranchinae: 4 chi, 12 loài.
    - Diastobranchus: 1 loài (Diastobranchus capensis).
    - Haptenchelys: 1 loài (Haptenchelys texis).
    - Histiobranchus: 3 loài.
    - Synaphobranchus: 7 loài, trong đó 1 loài mới được bổ sung năm 2018 là Synaphobranchus oligolepis.[6]

## Hình ảnh

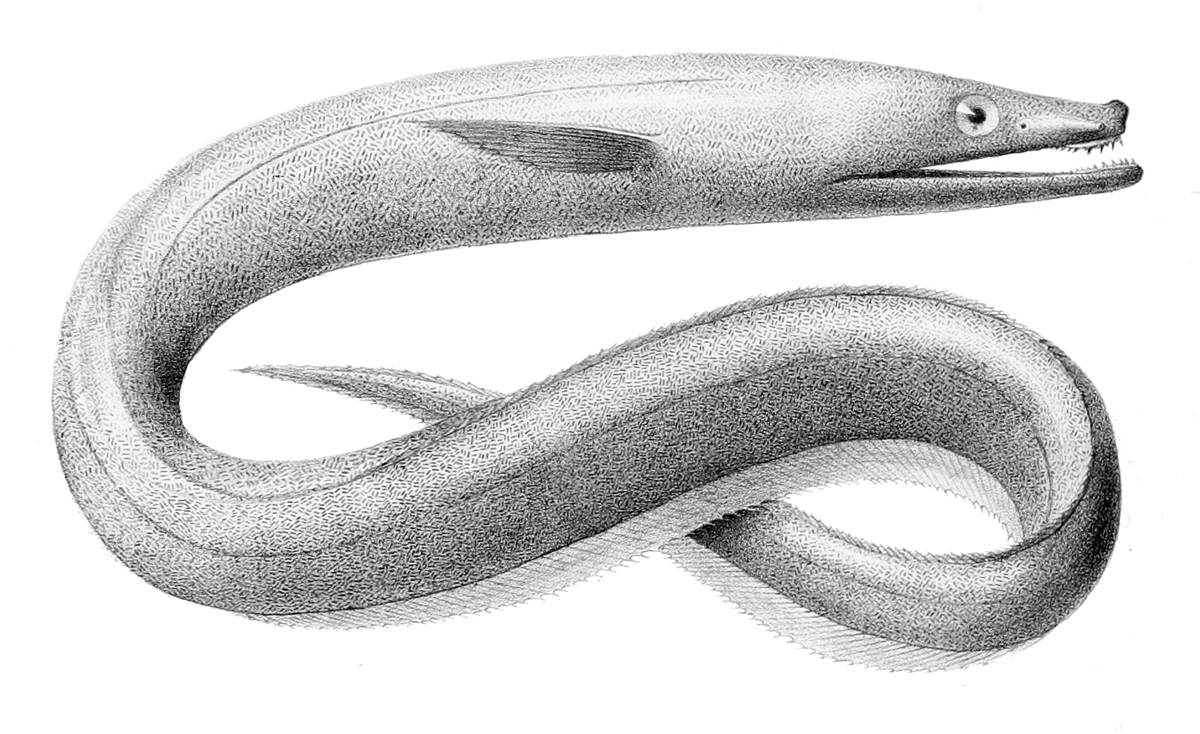
Synaphobranchus kaupii
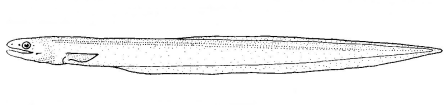
Diastobranchus capensis
Dysomma anguillareDysomma anguillare
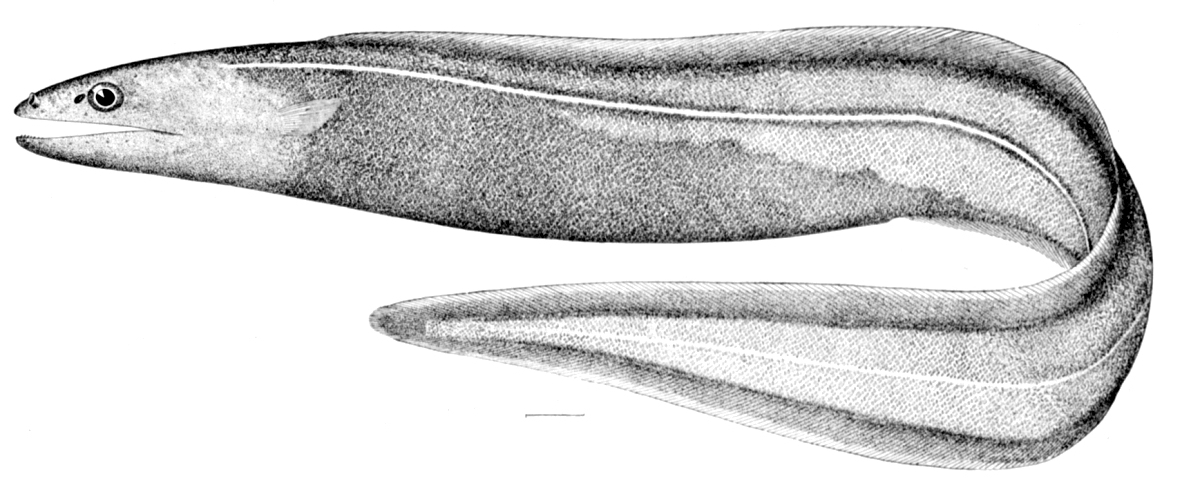
Histiobranchus bathybius